# Мысли о воспитании
«Мысли о воспитании» (англ. Some Thoughts Concerning Education) — трактат Джона Локка, написанный им в 1693 году. На протяжении более чем столетия был наиболее значительной английской работой, посвящённой философским проблемам образования. В XVIII веке книга была переведена практически на все европейские языки и оказала влияние на большинство авторов, писавших об образовании, включая Руссо.
В соответствии с разработанной ранее теорией сознания, изложенной в его «Опыте о человеческом разумении», Локк отрицал наличие каких-либо врождённых идей, а человеческий разум рассматривался им как tabula rasa. В «Мыслях о воспитании» Локк рассматривает процесс образования этого разума посредством трёх методов: развитие здорового тела, формирование добродетельного характера и выбора подходящей образовательной программы.

## Педагогические идеи
Среди положений, выдвинутых Локком в «Опыте о человеческом разумении» и «Мыслях о воспитании» определяющую роль в теории образования восемнадцатого века сыграли два. Первое — идея о том, что воспитание создаёт человека. В самом начале своего трактата Локк пишет: «Можно, мне думается, сказать, что девять десятых тех людей, с которыми мы встречаемся, являются тем, что они есть, — добрыми или злыми, полезными или бесполезными — благодаря своему воспитанию». Утверждая это, Локк спорит одновременно с августинианским представлением о человеке, природа которого основана на первородном грехе, и картезианством, в соответствии с которым, человек от рождения наделён способностью к логическим суждениям. В своём «Опыте» Локк постулирует наличие «пустого» разума — tabula rasa, который «наполнен» опытом. Описывая разум подобным образом, Локк обращается к Платоновскому «Теэтету», где разум сравнивается с восковой табличкой.
При этом однако Локк не отрицал наличие врождённых способностей и интересов. Так, он советует родителям внимательно наблюдать за своими детьми с тем чтобы обнаружить их склонности и воспитывать в соответствии с присущими детям интересами, а не принуждать к деятельности, которая тем не по нраву: «Поэтому тот, кто имеет дело с детьми, должен основательно изучить их натуры и способности и при помощи частых испытаний следить за тем, в какую сторону они легко уклоняются и что им подходит, каковы их природные задатки, как можно их усовершенствовать и использовать».
Второе из наиболее важных положений Локка, оказавших влияние на теорию образования восемнадцатого века, также основывается на его теории сознания. Ассоциация понятий, осуществляющаяся в детстве, имеет большее значение, нежели таковая в более зрелом возрасте, поскольку она формирует самые основы Я: «Незначительные или почти незаметные впечатления, производимые на нашу нежную организацию в детстве, имеют очень важные и длительные последствия». В «Опыте о человеческом разумении», формулируя теорию ассоциации понятий, Локк предостерегает против того, чтобы позволять «глупой няньке» убедить ребёнка в том, что «домовые и привидения» связаны с идеей темноты, поскольку «темнота всегда будет для него нести с собой эти страшные идеи, и они будут соединены так, что он одинаково не будет в состоянии переносить их обе».
Значение, которое Локк придавал роли опыта в формировании сознания и его озабоченность возможностью ложной ассоциации идей, стали причиной того, что многие характеризовали его теорию сознания не как активную, но скорее пассивную. Однако по мнению Николаса Джолли (Nicholas Jolley), такое представление является ошибочным. Как отмечают Джолли и Тарков, в работах Локка содержится множество указаний о необходимости активного стремления к знанию и вреде общепринятых мнений — идей, составляющих самую суть локковской критики иннатизма.